# Feijo Sickinghe (1718-1748)

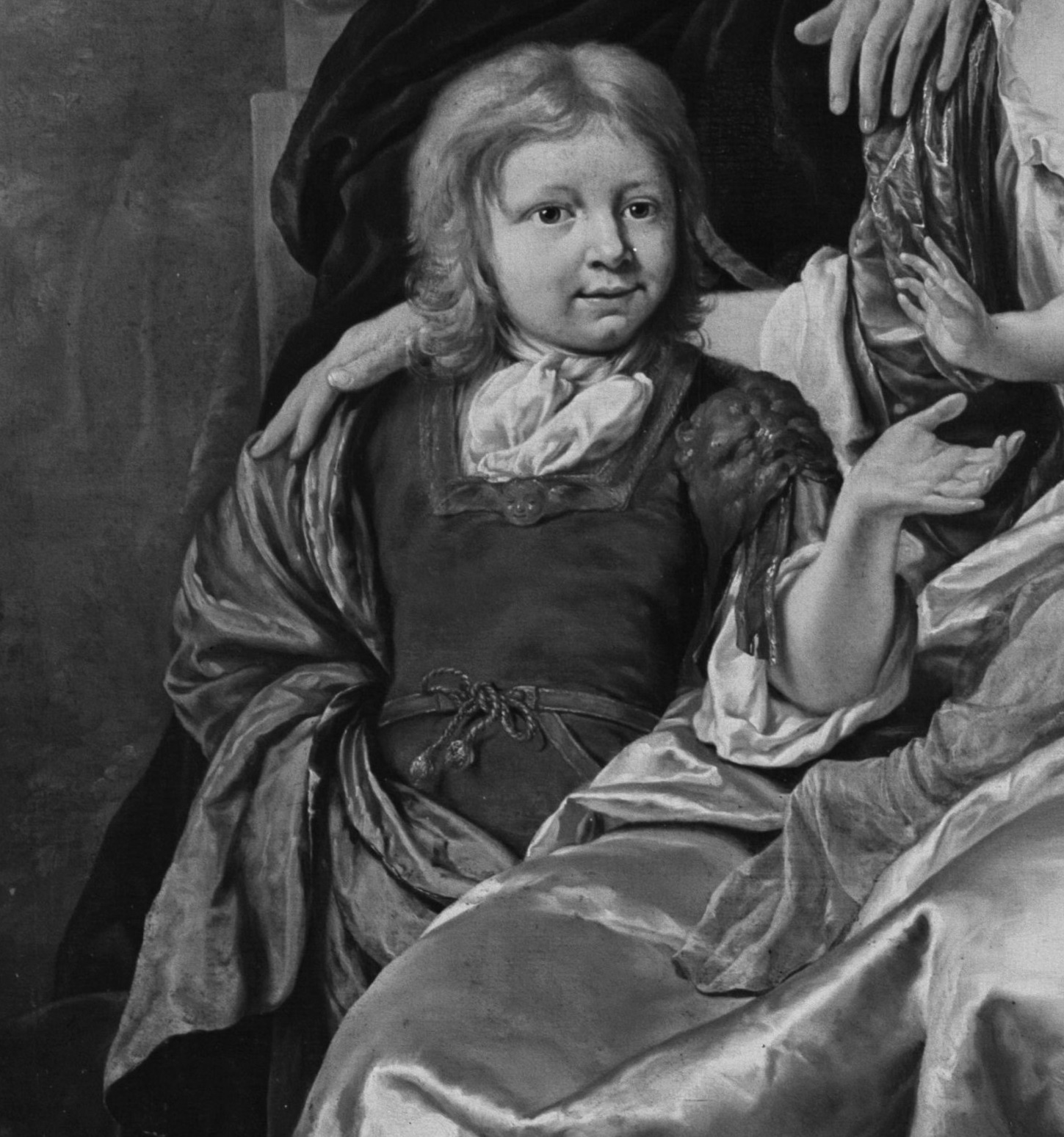
Feijo Sickinghe op een schilderij van zijn familie, circa 1725

Feijo V Sickinghe (Groningen, 18 februari 1718 – Groningen, 9 juli 1748) was majoor der cavalerie in het regiment van Frederik III van Hessen-Homburg en commandant van de vesting Langakkerschans. Hij stamde uit het adellijke regentengeslacht Sickinghe en was de oudste zoon van Onno Sickinghe. Zijn overgrootvader, grootvader, vader, broer en schoonvader waren burgemeester van de stad Groningen. Het is Feijo's zijtak van het geslacht Sickinghe die tot op de dag van vandaag (anno 21e eeuw) voortleeft.
Feijo Sickinghe, telg uit het oud adellijke geslacht Sickinghe, werd geboren als zoon van Onno Sickinghe (1688-1756) en Johanna Willemina Tamminga (1687-ca.1729), dochter van Eijlko Tamminga (ca.1645-1721), burgemeester van Groningen en Allegonda Eeck (1655-1692), dochter van Sicco Eeck (1626-1679), eveneens burgemeester van Groningen. Sickinghe was een broer van Eilko Eger Tamminga Sickinghe (1726-1807), burgemeester van Groningen. Feijo's vader Onno was burgemeester van Groningen, drost der beide Oldambten, lid van de provinciale rekenkamer, ordinaris van de Admiraliteit van Friesland te Harlingen, afgevaardigde der Staten-Generaal, lid van de gedeputeerde staten van Stad en Lande en lid van de Generaliteitsrekenkamer. Zijn naamgenoot en grootvader, Feio Sickinghe (1654-1696), was een Ommelander edelman, militair, heer van de Ludemaborg, premier collator van Usquert en eveneens commandant van de vesting Langakkerschans. 
Sickinghe trouwde met Petronella Wubbina Johanna van Iddekinge (1718-1805), dochter van Pieter Rembt van Iddekinge (1683-1758), burgemeester van Groningen en een warm voorstander van de Prins van Oranje. Samen kregen zij 6 kinderen:
- Jan Wilm Sickinghe (1742)[1]
- Pieter Rembt Sickinghe (1743-1821), politicus, rechter, hoofdman van de Hoge Justitiekamer, lid van het Wetgevend Lichaam van het Bataafs Gemenebest, drost van het Hunsingokwartier te Groningen en president van de Ridderschap der Provincie Groningen. Trouwde in 1780 met Anna Josina Petronella Alberda van Ekenstein (1749-1826).
- Johanna Willemina Sickinghe, gedoopt Nieuweschans 02-05-1745
- Onno Sickinghe, gedoopt Haren 07-05-1747, overleden vóór 11-06-1749
- Onno Sickinghe, gedoopt Haren 11-06-1749
- Rembt Tobias Sickinghe (±1746), majoor der infanterie, kreeg een bijzondere prijs van de rector van de Latijnse school, waarmee hij werd toegelaten tot de Rijksuniversiteit Groningen.[2]
- Bartha Johanna Sickinghe (1753-1796), trouwde op 19 juni 1777 met Petrus Pruissen (1752-1796), apotheker

Hij was de grootvader van jhr. mr. Onno Joost Sickinghe (1782-1845), provinciaal politicus, belastinginspecteur, rechter, oprichter van het Koninklijk Natuur- en Scheikundig Gezelschap te Groningen, en de overgrootvader van Jan Diederik Pruissen (1833-1908), landbouwer en burgemeester van Eenrum.
Sickinghe werd op 21 april 1738 door Harer Majesteits commissie aangesteld als commandeur (commandant) van de vesting Langakkerschans (Bad Nieuweschans). Hij was van 1741 tot 1745 majoor der cavalerie in dienst van het Staatse leger. In 1741 werd Sickinghe, dan kapitein in het regiment van kolonel Veltman, aangesteld als majoor in het regiment van de Prins van Hessen-Homburg. In 1744 legde Sickinghe de eed af als ritmeester van een nieuwe compagnie cavalerie in datzelfde regiment.

## Brief aan Willem IV van Oranje-Nassau
Op 7 maart 1744, ten tijde van de Oostenrijkse Successieoorlog, schreef Sickinghe een brief aan Willem IV van Oranje-Nassau, onder andere stadhouder van Groningen op dat moment. Sickinghe schreef de brief om zijn onschuld te verklaren in een zaak rond Berent Scharpenborg. Deze soldaat, die Sickinghe al lange tijd kende, had gevraagd om promotie en toestemming om in zijn naam een compagnie te werven. Sickinghe stemde hier onder voorwaarden mee in, maar Scharpenborg vroeg om een brief voor zijn kapitein ter bevestiging. Sickinghe weigerde deze brief te schrijven omdat hij geen officiële aanbeveling wilde doen. In plaats daarvan gaf hij een eenvoudig biljet mee, waarvan later een kopie bij de Prins terechtkwam. Sickinghe benadrukt in de brief dat hij nooit de intentie had om de autoriteit van kapitein Van Sytzama te ondermijnen en dat alles gebeurde met volledige kennis van de betrokken kapitein. Sickinghe bood zijn verontschuldigingen aan als dit anders was opgevat en sloot af met de verzekering van zijn diepste eerbied en onderdanigheid aan de Prins.